# Laurent Koehl
Laurent Koehl est un ténor français né le 15 mars 1971.
D'abord flûtiste amateur et technicien du son à Radio France, Laurent Koehl prend ses premiers cours de chant avec Udo Reinemann et Gisèle Fixe. Ténor lyrique, il débute sur scène dans Anna Bolena de Donizetti à l'opéra-théâtre de Metz, où il chantera plusieurs autres ouvrages comme The Sound of Music de Richard Rodgers et Oscar Hammerstein II.
En 2001, il débute aux Chorégies d'Orange dans Aïda de Verdi.
Sa carrière internationale le mène essentiellement en Autriche et en Belgique. En l'an 2000, il chante le rôle du Prince Ali dans L’incontro improvviso de Joseph Haydn à Eisenstadt. En 2002, il débute à Vienne dans Don Quichotte de Jules Massenet au Theater an der Wien.
De Rossini, il interprète à Liège Ruedi dans Guillaume Tell en l'an 2000 et Mitrane dans Semiramide en 2001.
L'un de ses grands rôles est Nemorino dans L'elisir d'amore de Donizetti.
En 2005, il sort en single la chanson « Dessine-moi un mouton », dont le clip est réalisé par Christian Lyon.
En 2011, il participe à une nouvelle production de Psyché de César Franck au Palais Garnier.
Lors de la saison 2014-2015, il se produit comme soliste avec l'Orchestre Romantique Européen sous la direction de Lionel Stoléru à la Salle Gaveau.